# Боб Кудельскі
Боб Кудельскі (англ. Bob Kudelski; нар. 3 березня 1964, Спрингфілд) — американський хокеїст, що грав на позиції центрального нападника.

## Ігрова кар'єра
Хокейну кар'єру розпочав 1983 року.
1986 року був обраний в додатковому драфті НХЛ командою «Лос-Анджелес Кінгс».
Протягом професійної клубної ігрової кар'єри, що тривала 10 років, захищав кольори команд «Лос-Анджелес Кінгс», «Оттава Сенаторс» та «Флорида Пантерс».
Загалом провів 464 матчі в НХЛ, включаючи 22 гри плей-оф Кубка Стенлі.

## Нагороди та досягнення
- Учасник матчу усіх зірок НХЛ — 1994.

## Статистика
| Сезон        | Клуб                  | Ліга         | Регулярний сезон | Регулярний сезон | Регулярний сезон | Регулярний сезон | Регулярний сезон | Плей-оф | Плей-оф | Плей-оф | Плей-оф | Плей-оф |
| Сезон        | Клуб                  | Ліга         | І                | Г                | П                | О                | ШХ               | І       | Г       | П       | О       | ШХ      |
| ------------ | --------------------- | ------------ | ---------------- | ---------------- | ---------------- | ---------------- | ---------------- | ------- | ------- | ------- | ------- | ------- |
| 1983–84      | Єльський університет  | НКАА         | 21               | 14               | 12               | 26               | 12               | —       | —       | —       | —       | —       |
| 1984–85      | Єльський університет  | НКАА         | 32               | 21               | 23               | 44               | 38               | —       | —       | —       | —       | —       |
| 1985–86      | Єльський університет  | НКАА         | 31               | 18               | 23               | 41               | 48               | —       | —       | —       | —       | —       |
| 1986–87      | Єльський університет  | НКАА         | 30               | 25               | 22               | 47               | 34               | —       | —       | —       | —       | —       |
| 1987–88      | «Лос-Анджелес Кінгс»  | НХЛ          | 26               | 0                | 1                | 1                | 8                | —       | —       | —       | —       | —       |
| 1987–88      | «Нью-Гейвен Найтгокс» | АХЛ          | 50               | 15               | 19               | 34               | 41               | —       | —       | —       | —       | —       |
| 1988–89      | «Лос-Анджелес Кінгс»  | НХЛ          | 14               | 1                | 3                | 4                | 17               | —       | —       | —       | —       | —       |
| 1988–89      | «Нью-Гейвен Найтгокс» | АХЛ          | 60               | 32               | 19               | 51               | 43               | 17      | 8       | 5       | 13      | 12      |
| 1989–90      | «Лос-Анджелес Кінгс»  | НХЛ          | 62               | 23               | 13               | 36               | 49               | 8       | 1       | 2       | 3       | 2       |
| 1990–91      | «Лос-Анджелес Кінгс»  | НХЛ          | 72               | 23               | 13               | 36               | 46               | 8       | 3       | 2       | 5       | 2       |
| 1991–92      | «Лос-Анджелес Кінгс»  | НХЛ          | 80               | 22               | 21               | 43               | 42               | 6       | 0       | 0       | 0       | 0       |
| 1992–93      | «Лос-Анджелес Кінгс»  | НХЛ          | 15               | 3                | 3                | 6                | 8                | —       | —       | —       | —       | —       |
| 1992–93      | «Оттава Сенаторс»     | НХЛ          | 48               | 21               | 14               | 35               | 22               | —       | —       | —       | —       | —       |
| 1993–94      | «Оттава Сенаторс»     | НХЛ          | 42               | 26               | 15               | 41               | 14               | —       | —       | —       | —       | —       |
| 1993–94      | «Флорида Пантерс»     | НХЛ          | 44               | 14               | 15               | 29               | 10               | —       | —       | —       | —       | —       |
| 1994–95      | «Флорида Пантерс»     | НХЛ          | 26               | 6                | 3                | 9                | 2                | —       | —       | —       | —       | —       |
| 1995–96      | «Кароліна Монархс»    | АХЛ          | 4                | 1                | 0                | 1                | 0                | —       | —       | —       | —       | —       |
| 1995–96      | «Флорида Пантерс»     | НХЛ          | 13               | 0                | 1                | 1                | 0                | —       | —       | —       | —       | —       |
| Усього в НХЛ | Усього в НХЛ          | Усього в НХЛ | 442              | 139              | 102              | 241              | 218              | 22      | 4       | 4       | 8       | 4       |